# Melitaea punica
Melitaea punica is een vlinder uit de familie van de  Nymphalidae (aurelia's). De wetenschappelijke naam is voor het eerst gepubliceerd in 1876 door Charles Oberthür.
De soort komt voor in Marokko en Algerije.